# ラモン・ヘンドリクス
ラモン・ヘンドリクス（Ramon Hendriks、2001年7月18日 - ）は、オランダ・南ホラント州ヘンドリク＝イド＝アムバヒト出身のサッカー選手。ブンデスリーガ・VfBシュトゥットガルト所属。ポジションはディフェンダー。

## クラブ経歴
2017年にフェイエノールトの下部組織へ入団し、2020-21シーズンからトップチームの練習に参加するようになった。同シーズンの冬の移籍市場で経験を積むためにエールステ・ディヴィジのNACブレダへレンタル移籍をした。レンタルバック後の2021-22シーズン開幕戦となったヴィレムIIとの対戦でついにトップチームデビューを果たしたが、2021-22シーズンはリーグ戦8試合のみの出場に終わった。
2022年6月16日、2022-23シーズンはFCユトレヒトへレンタル移籍することが決定した。しかし、シーズン開幕前に負った膝の前十字靭帯断裂と終盤戦の負傷離脱によってわずか4試合の出場にとどまった。
2023年8月31日、2023-24シーズンの間はSBVフィテッセへレンタル移籍することが発表された。
2024年6月26日、VfBシュトゥットガルトに4年契約で移籍した。

## 代表経歴
2017年からオランダの世代別代表に招集されている。